# Navajo (the Indians Are Restless)
Navajo (the Indians Are Restless) är en singel av Loosegoats, utgiven på skivbolaget Chapel Hill 1997. Skivan innehåller uteslutande låtar som inte finns med på något av bandets studioalbum.

## Låtlista
1. "Navajo (the Indians Are Restless)"
2. "Killing Time"
3. "Feeling (Di Kallart)"